# Wilhelm Lentrodt (Schriftsteller)
Ludwig Heinrich August Wilhelm „Willy“ Lentrodt (* 1864 in Oesdorf, Kreis Pyrmont; † 13. April 1914 in Berlin-Steglitz) war ein deutscher Schriftsteller des späten deutschen Kaiserreichs.

## Leben
Willy Lentrodt war der Sohn des Fürstlichen Rates Wilhelm Lentrodt (1838–1921), Rentmeister im Hospital Flechtdorf und Waldeckscher Landtagsabgeordneter, und der Emilie Pehlig. Sein Bruder Hans Lentrodt (1869–1946) war Zahnarzt in München. Er besuchte das Evangelisch Stiftische Gymnasium Gütersloh, wo er 1886 auch die Reifeprüfung ablegte.
In den 1890er Jahren war Lentrodt als Fürstlich Waldeckscher Hofbibliothekar in Arolsen tätig, ging dann nach Berlin und arbeitete 1896/97 als Kunstkritiker der kurzlebigen Tageszeitung Berliner Reform. Im Juni 1897 gründete er gemeinsam mit Wilhelm Schwaner, Moritz von Egidy und anderen die zweiwöchentliche Zeitschrift Der Volkserzieher. Blatt für Familie, Schule und öffentliches Leben. Später war Lentrodt Lektor und Gutachter im S. Fischer Verlag und schrieb für die Tageszeitung Der Tag aus dem Scherl-Verlag.
Als Schriftsteller schrieb vor allem Novellen, Gedichte und Aufsätze. Sein wohl bekanntestes Werk ist die erst nach seinem Tod 1914 beim S. Fischer Verlag erschienene Aufsatzsammlung Das doppelte Gesicht der Gegenwart. Oskar Loerke bezeichnete die Aufsatzsammlung in einer Rezension als „Gedächtnis und Beispiel eines vortrefflichen, geordneten Menschen“. Laut dem Literaturwissenschaftler Stefan Pegatzky ließe sich Lentrodt lesen als die Beschreibung der unterschiedlichen Wege künstlerischer Nietzsche-Nachfolge und als Symptom für den Umbruch der geistigen Orientierungen um die Jahrhundertwende: Als einem dualistischen Bild der Wende von Schopenhauer zu Nietzsche, von Pessimismus zu Lebensbejahung.
Lentrodt war zu Beginn des 20. Jahrhunderts ein Teil des damals berühmten Berliner Bohème-Lebens, das sich in den Vororten Schlachtensee, Friedrichshagen und im West-Berliner Zentrum um das Café des Westens mit Protagonisten wie Peter Hille, Paul Scheerbart, Frank Wedekind, Else Lasker-Schüler und Erich Mühsam sammelte. Mühsam, mit dem er befreundet war, schrieb Jahre später in seinen Unpolitischen Erinnerungen über Lentrodt:

„Hier will ich auch eines verstorbenen Freundes gedenken, der mich oft in Friedrichshagen besuchte und dessen Dichtername zu unrecht ganz in Vergessenheit geraten ist. Es ist Wilhelm Lentrodt. Seine schönen, stillen Novellen sind vor langen Jahren bei S. Fischer erschienen; niemand liest sie mehr, niemand spricht mehr von ihnen, kaum jemand weiß noch darum. Wenn ich über Nacht in Berlin blieb […] gab mir Lentrodt meistens Quartier in seinem Zimmer in der Elsholzstraße. Er war einer der besten Menschen, die ich kannte. Einmal sprach uns spät nachts in der Potsdamer Straße ein Mädchen an; es war durchfroren und schon zu alt und häßlich, um noch viel von ihrem Gewerbe erhoffen zu können. Sie klagte, sie sei versetzt worden, wohne in Lichtenberg und könne nicht mehr nach Hause. Lentrodt lud sie ein, kochte noch einen Tee, räumte dem armen Weib sein Bett ein, verstaute mich trotz meines Protestes auf dem Diwan und schlief selbst, in eine Decke gehüllt, auf dem Fußboden.“

Lentrodt war mit Clara von Occolowitz verheiratet und hatte eine Tochter, die spätere Harfenistin Ursula Lentrodt (1908–2005/2006). Er starb nach längerer Lungenkrankheit und wurde zunächst in Steglitz beigesetzt und später in seine Heimat nach Flechtdorf umgebettet.

## Werke
- Heiße Spuren. Großenhain: Baumert, 1893
- Rauschmomente. Gedichte. Dresden: Pierson, 1895.
- Aus Nächten. Gedichte und Sprüche. München: Schupp, 1899.
- Das Christusbild: Eine Abhandlung. Berlin-Schlachtensee: Schwaner, 1908.
- Der Bauer: Eine psychologische Studie. Leipzig: Eckardt, 1909.
- Das doppelte Gesicht der Gegenwart. Berlin: S. Fischer Verlag, 1914. Mit einer Vorrede von Franz Evers